# Jane Point
Der Jane Point ist eine Landspitze an der Nordküste Südgeorgiens. Am Südufer der Royal Bay markiert sie die östliche Begrenzung der Einfahrt zur Beaufoy Cove.
Das UK Antarctic Place-Names Committee benannte sie 2002. Namensgeber ist der britische Robbenfänger Jane, mit dem James Weddell 1823 Südgeorgien angesteuert hatte.